# Mrđenovići
Mrđenovići (cyr. Мрђеновићи) – wieś w Bośni i Hercegowinie, w Republice Serbskiej, w gminie Gacko. W 2013 roku liczyła 11 mieszkańców.